# Aleksandr Szirwanzade
Aleksandr Szirwanzade, właśc. Aleksandr Mowsesjan (orm. Ալեքսանդր Շիրվանզադե (Ալեքսանդր Մինասի Մովսիսյան), ur. 7 kwietnia 1858 w Şamaxı, zm. 7 sierpnia 1935 w Kisłowodzku) – ormiański pisarz.
Tworzył realistyczne powieści społeczno-psychologiczne i dramaty o wszystkich warstwach ormiańskiego społeczeństwa, przede wszystkim burżuazji. Jego ważniejsze dzieła to Namus (Honor, 1885) i Chaos (1898, wyd. pol. 1956).